# Hermann Schubert (Chemiker)
Hermann Schubert (* 18. Februar 1921; † 1995) war ein deutscher Chemiker und Hochschullehrer.

## Leben und Werk
Schubert studierte nach dem Schulabschluss Chemie und promovierte 1953 an der Mathematischen-naturwissenschaftlichen Fakultät der Martin-Luther-Universität Halle-Wittenberg zum Dr. rer. nat. Dort habilitierte er sich 1959 und wurde anschließend auch Dozent für Organische Chemie. 1964 übernahm er in Halle die Professur am Institut für Organische Chemie, dessen Direktor er gleichzeitig wurde. Nach der dritten Hochschulreform der DDR 1967 wurde Schubert Leiter des Wissenschaftsbereiches Organische Chemie der Sektion Chemie der Martin-Luther-Universität Halle. Seine Forschungsschwerpunkte waren u. a. kristallin-flüssige Heterozyklen und andere Themen der Organischen Chemie.
Er lebte in Nehlitz, unweit von Halle (Saale).

## Schriften (Auswahl)
- Über den Einfluß aliphatischer und aromatischer Substituenten auf die Komplexbildungsfähigkeit des Imidazols mit Hämin. o. O., 1953.
- Über den Einfluß der Substitution auf die katalytische Hydrierung von Imidazolen und 2-Imidazolinen. o. O. 1959.
- Kristallin-flüssige Heterocyclen. In: Wissenschaftliche Zeitschrift der Universität Halle, IX (1970), S. 1–18.